# Liste der Monuments historiques in Lachapelle-sous-Rougemont
Die Liste der Monuments historiques in Lachapelle-sous-Rougemont führt die Monuments historiques in der französischen Gemeinde Lachapelle-sous-Rougemont auf.

## Liste der Objekte
| Bezeichnung                 | Beschreibung                                              | Standort                        | Kennzeichnung | Schutzstatus | Datum | Bild |
| --------------------------- | --------------------------------------------------------- | ------------------------------- | ------------- | ------------ | ----- | ---- |
| Instrumentalteil der Orgel  | Eichenholz und Zinn, drittes Viertel des 19. Jahrhunderts | in der Kirche St-Vincent (Lage) | PM90000403    | Classé       | 2003  |      |
| Orgelprospekt               | Holz, drittes Viertel des 19. Jahrhunderts                | in der Kirche St-Vincent (Lage) | PM90000404    | Classé       | 2003  |      |
| Skulptur eines Apostels (?) | Holz, 18. Jahrhundert                                     | in der Kirche St-Vincent (Lage) | PM90000056    | Classé       | 1983  |      |
| gesamte Orgel               | siehe oben                                                | in der Kirche St-Vincent (Lage) | PM90000402    | Classé       | 2003  |      |